# Judit Forgács
Pour les articles homonymes, voir Forgács.
Judit Forgács (née le 25 mai 1959) est une athlète hongroise spécialiste du 400 mètres. 

## Carrière
Judit Forgács obtient deux médailles de bronze sur 400 mètres en salle : la première lors des Championnats du monde d'athlétisme en salle 1987, la seconde lors des Championnats d'Europe d'athlétisme en salle 1990.
En plein air, elle atteint par deux fois les demi-finales sur 400 mètres à l’occasion des Championnats du monde d'athlétisme 1983 et 1987, sans parvenir à se qualifier pour la finale.
Lors des Jeux olympiques de 1980 à Moscou, elle est la deuxième relayeuse du relais hongrois qui prend la 5e place sur 4 × 400 mètres (3 min 27 s 9).

### Palmarès
| Année | Compétition                    | Lieu         | Résultat | Performance |
| ----- | ------------------------------ | ------------ | -------- | ----------- |
| 1987  | Championnats du monde en salle | Indianapolis | 3e       | 52 s 68     |
| 1990  | Championnats d’Europe en salle | Glasgow      | 3e       | 53 s 02     |

### Records
| Épreuve    | Performance | Lieu     | Date        |
| ---------- | ----------- | -------- | ----------- |
| 400 mètres | 52 s 18     | Helsinki | 8 août 1983 |

| Épreuve    | Performance | Lieu     | Date           |
| ---------- | ----------- | -------- | -------------- |
| 400 mètres | 52 s 29     | Budapest | 8 février 1987 |